# Konoe Kanetsugu
Konoe Kanetsugu (近衛 兼嗣, このえ かねつぐ, 1360 - 1388) filho do Kampaku (regente) Michitsugo,  foi um nobre do período Nanboku-chō da história do Japão. Pertencia ao ramo Konoe do Clã Fujiwara e se tornou Sesshō (Regente) do Imperador Go-Komatsu em 1388.

## Biografia
Kanetsugu entrou na corte imperial em 1367 com o posto de Shōgoi (funcionário da Corte de quinto escalão sênior) e ocupando os cargos de Ukonoe Gonchūjō (Sub-Comandante da ala direita da guarda do palácio, entre 1367 e 1371) e de Suke (governador) da Província de Harima (entre 1367 e 1370), logo depois promovido a Jushii (quarto escalão júnior).
Em 1368 foi promovido a Shōshii (quarto escalão sênior) e depois a Jusanmi (terceiro escalão júnior). Em 1369 ele foi promovido ao posto deShōsanmi (terceiro escalão sênior) e nomeado Chūnagon. Em 1371 foi promovido ao posto de Junii (segundo escalão júnior) e passou a ocupar o cargo de Dainagon. Por volta de 1373 Kanetsugu foi promovido ao posto de Shōnii (segundo escalão sênior) e em 1375 ele foi designado como Naidaijin.
Em 1378 foi designado para o cargo de Udaijin e em 1379 promovido ao posto de Juichii (primeiro escalão júnior). Em 1388 foi nomeado Sesshō do Imperador Go-Komatsu. Nesta época também foi nomeado líder do clã Fujiwara, porém morreu no mesmo ano. Seu filho e sucessor  foi o regente Konoe Tadatsugu.